# Wörthersee Piraten
| Wörthersee Piraten | Wörthersee Piraten                                         |
| ------------------ | ---------------------------------------------------------- |
|                    |                                                            |
| Vereinsdaten       |                                                            |
| Anschrift:         | Wörthersee Piraten Reichenberger Straße 28 9020 Klagenfurt |
| Website:           | www.piraten.net                                            |
| Hauptsponsor:      | Toms Hot Stuff                                             |
| Gründungsjahr:     | 1978                                                       |
| Präsident:         | Franz Sumnitsch                                            |
| Obmann:            | Günther Offner                                             |
| Spielstätte:       | Sporthalle St. Peter                                       |
| Dressenfarben:     | Heimspiele: Weiß Auswärtsspiele: Schwarz                   |
| Erfolge            |                                                            |
| Meister:           | Vizemeister: 2000/01 3. Pl.: 2001/02 u. 2002/03            |
| Cup:               | Finalist: 1998/99 u. 2002/03                               |

Die Wörthersee Piraten sind ein Basketballverein aus Klagenfurt in Kärnten, der 1978 als ABC Klagenfurt gegründet wurde. Von 1981 bis 2011 war der Verein ständig in der A-Liga vertreten. Die größten Erfolge feierte der Verein mit dem Vizemeistertitel in der Saison 2000/01 sowie der zweimaligen Cup-Finalteilnahme (1999, 2003). Zurzeit spielt der Verein in der Zweiten Bundesliga.